# Kapanga
Kapanga je argentinská hudební skupina. Kombinuje prvky reggae, rocku a ska.
Vznikla v roce 1989 ve městě Buenos Aires, má šest členů (Martin Fabio, Miguel De Luna Campos, Marcelo Sposito, Javier Manera, Claudio Batería a Mariano Arjones). V Česku (a dalších evropských zemích) sice známá není, oblíbená je však v domácí Argentině, kde slavila úspěch - například zlaté album za desku A 15 cm de la Realidad v roce 1998. Hlavními zdroji inspirace pro skupinu jsou například Beatles, Mano Negra, Divididos, či Bob Marley.

## Diskografie
- A 15 cm de la Realidad (1998)
- Un Asado en Abbey Road (1999)
- Operación Rebenque (2000)
- Botanika (2002)
- Esta (2004)
- KapangStock (2006)
- Crece (2007)
- Todoterreno (2009)
- Lima (2012)